# Оселедцева акула
Оселедцева акула (Lamna) — рід акул родини Оселедцеві акули. Має 2 види. Скам'янілі рештки цих акул відомі з пізнього міоцену (бл. 7,2 млн років тому), а їх зуби знайдені на о. Сеймур біля Антарктичного півострова датуються серединою і кінцем еоцену (50-34 млн років).

## Опис
Загальна довжина представників цього роду коливається від 2 до 3,5 м, а вага сягає у кількості 25-31 кг. Самці дещо менші за самиць. Голова конусоподібна. Рот великий. Рядків зубів від 25 до 31. Очі великі, розташовані у верхній частині голови. Зябрових щілин — 5. Тулуб масивний. Анальних плавців — 1, спинних — від 1 до 2. Грудні плавці широкі.
Спина і боки синюваті або коричневі, черево світле з численними темними плямами.

## Спосіб життя
Оселедцеві акули тримаються невеликих глибин, максимум до 650 м. Можуть утворювати невеличкі групи. Здатні витримувати доволі низькі температури до −15 °C або навіть — 18 °C Живляться костистими рибами малого та середнього розміру.
Статева зрілість настає у самців у віці від 2 до 12 років. У самиць статева зрілість настає раніше ніж у самців. Це яйцеживородні акули. Самиці народжують від 2 до 5 акуленят 40-75 см завдовжки.
Тривалість життя до 65 років.

## Розповсюдження
Мешкають у північній Атлантиці, на півночі Тихого океану, біля узбережжя Південної Америки, у південній частині Африки та на півдні Австралії.

## Види
- Оселедцева акула атлантична
- Оселедцева акула тихоокеанська